# Antonio Orihuela Moreira
Antonio Orihuela Moreira (Santiago, 1781 – Concepción, 1817 o 1818) fue fraile franciscano e integró el Primer Congreso Nacional en 1811. 

## Biografía
Hijo del abogado Francisco de Borja Orihuela Salas y de María Jesús Moreira Cruzat. Ingresó a la Orden de San Francisco en 1797, desempeñando diversos cargos en ese instituto religioso. Vivía en Concepción cuando se convocó a la Primera Junta de Gobierno. Se caracterizó por sus ideas patrióticas. Un autor ha señalado que es: “El revolucionario social más famoso del período, y también aquel de quien menos se sabe, fue Fray Antonio Orihuela, un franciscano asociado con los artesanos de Concepción” .  El escritor Andrés Sabella señaló que: “Orihuela debe considerarse legítimamente el precursor del socialismo chileno y primer decidido defensor de los pobres del país” .
El 24 de septiembre de 1811, juró como parlamentario en reemplazo de los tres diputados, de tendencia realista, que representaban a Concepción en el Primer Congreso Nacional y que fueron destituidos el 5 de septiembre de ese año .
Un escrito inédito afirma: “tuvo que huir de los realistas en habito de religioso de Nuestra Señora de las Mercedes para que no lo conocieran”. Ese mismo documento señala que murió en Concepción en 1817 o 1818, agregando: “Fue preciso llevar el cadáver a una chacra fuera de la ciudad para evitar el agrupamiento y la confusión del pueblo que se formó cuando se supo la noticia de su fallecimiento” .    
Su hermano Francisco de Borja Orihuela fue diputado por San Antonio en la  Asamblea Provincial de Colchagua en 1826; diputado por Curicó en el Congreso Constituyente de 1828 y diputado por esta ciudad en el I Congreso Nacional de 1828 a 1829.

## Escritos
No existen muchos documentos escritos de fray Antonio Orihuela en la escasa documentación aparece su Proclama Revolucionaria, efectuada el año 1811, contra los nobles, aconsejando al pueblo que los extermine, e insta a los vecinos de Concepción para que revoquen los poderes que han concedido a sus representantes en el Congreso.
Su Proclama Revolucionaria comenzaba así: “Pueblo de Chile: mucho tiempo hace que se abusa de vuestro nombre para fabricar vuestra desdicha. Vosotros inocentes cooperáis a los designios viles de los malvados, acostumbrados a sufrir el duro yugo que os puso el despotismo para que agobiados por la fuerza y el poder, no pudieseis levantar los ojos y descubrir vuestros sagrados derechos”.
Su larga exposición, concluye: “Con vosotros hablo, infelices, los que formáis el bajo pueblo. Atended:  Mientras vosotros sudáis en vuestros talleres; mientras gastáis vuestro sudor y fuerzas sobre el arado; mientras veláis con el fusil al hombro, al agua, al sol y a todas las inclemencias del tiempo, esos señores condes, marqueses y cruzados, duermen entre limpias sábanas y en mullidos colchones que les proporciona vuestro trabajo, se divierten en juegos y galanteos, prodigando el dinero que os chupan con diferentes arbitrios que no ignoráis; y no tienen otros cuidados que solicitar el fruto de vuestros sudores, mayores empleos y rentas más pingües, que han de salir de vuestras miserables existencias, sin volveros siquiera el menor agradecimiento, antes si desprecios, ultrajes, baldones y opresión. Despertad, pues, y reclamad vuestros derechos usurpados. Borrad, si es posible, del número de los vivientes a esos seres malvados que se oponen a vuestra dicha, y levantad sobre sus ruinas un monumento eterno a la igualdad” . 

## Referencia y notas
- Collier, Simón. Ideas y Política de la Independencia: 1808-1833.  Santiago de Chile. Editorial Andrés Bello. 1977. p. 336
- Sabella, Andrés. Antonio de Orihuela. En: Hoy, Nº 425. Santiago de Chile, 9 de septiembre de 1985.
- Valencia Avaria, Luis. Anales de la República. Santiago de Chile. Editorial Andrés Bello. 1986. 2 volúmenes, p.8
- Gutiérrez, Fray Bernardino. La palma del claustro de la enfermería del Convento Máximo de Alameda. Santiago, Inédito. 5 de junio de 1890.
- Orihuela, Fray Antonio. Proclama Revolucionaria de frai Antonio Orihuela. En: Sesiones Cuerpos Legislativos 1811-1812-1814. Santiago de Chile. Imprenta Cervantes. 1887. Tomo I, p. 357 a 359